# Ходити із зіркою

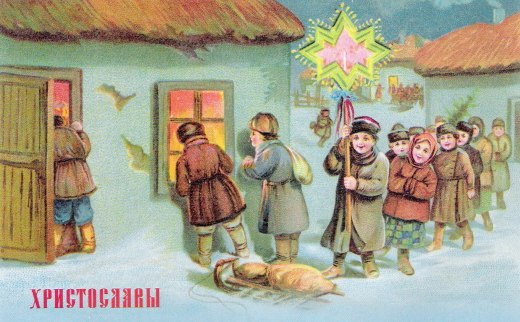
"Христослави". Російська дореволюційна листівка

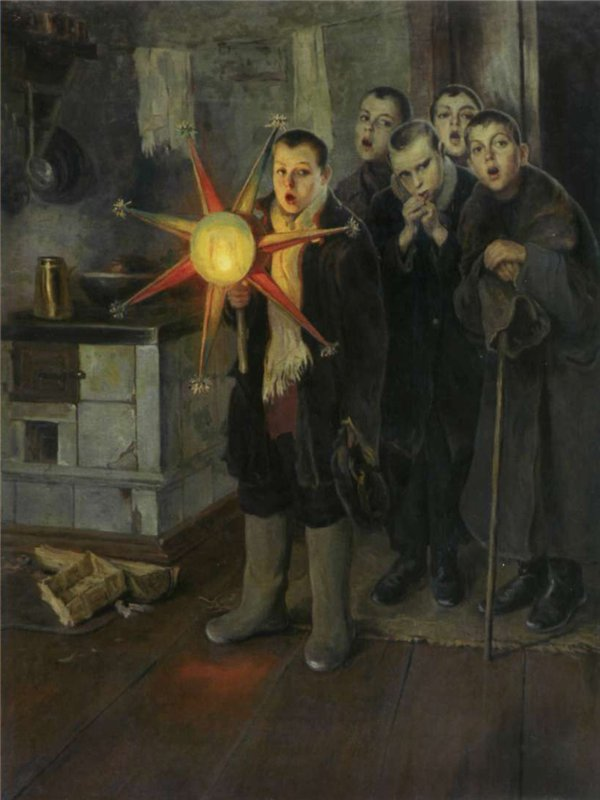
Н. К. Пимоненко. « Колядки ». Друга половина 1880-х років.

Ходити із зіркою ( славлення Христа , пол. chodzenie z gwiazdą, chodzić ро gwiazdówce, поліс. ходити зі зв'яздою, русин. церковна коляда англ. Walking with Christmas star, Walking with Epiphany star  ) - святковий обхідний обряд, приурочений до Різдва Христового або до Хрещення з виконанням колядок на християнські теми. Виконавцями обряду були діти, неодружена молодь, іноді дорослі чоловіки, а також церковний причт .

## Українські традиції
Колядування із зіркою — давня українська традиція, присвячена святкуванню Різдва Христового. Групи колядників, які часто складаються з молоді та дітей, оминають будинки, виконуючи обрядові пісні — колядки, які містять побажання господарям. Невід'ємним атрибутом цього обряду є восьмикінцева зірка, що символізує Віфлеємську зірку, яка сповістила про народження Ісуса Христа.
Колядники готуються до обряду наперед, виготовляючи зірку та підбираючи традиційні костюми. Зірку зазвичай кріплять на довгу жердину і прикрашають яскравими стрічками та орнаментами. Під час обходу будинків зореносець йде попереду групи, сповіщаючи про початок колядування. Колядники співають пісні, бажаючи господарям здоров'я, благополуччя та достатку у новому році. У відповідь господарі обдаровують їх солодощами, випічкою чи грошима.
Традиційно колядування починається на Святвечір, увечері 24 грудня, і продовжується протягом різдвяних свят. У деяких регіонах України колядування може тривати кілька днів. Колядувати можуть як діти, так і дорослі, причому у різних регіонах існують свої особливості та варіації цього обряду.
Символіка зірки в колядуванні має глибоке коріння і відображає зв'язок із християнськими традиціями. Вифлеємська зірка, яку несуть колядники, уособлює світло та радість, принесені у світ із народженням Христа. Крім того, зірка є символом щастя та благополуччя, які колядники бажають кожному будинку.
У деяких регіонах України колядники також влаштовують вертепи — невеликі театралізовані вистави, які розповідають про історію народження Ісуса. Учасники вертепу одягають костюми різних персонажів і розігрують сцени, що супроводжуються піснями та жартами. Це надає святу особливої атмосфери та сприяє збереженню культурної спадщини.
Українська традиція колядування із зіркою є важливою частиною національної культури, поєднуючи елементи язичницьких обрядів та християнських вірувань. Вона сприяє збереженню та передачі з покоління в покоління духовних та культурних цінностей, зміцнюючи почуття єдності та спільності серед українців.

## Польські традиції
Особливою популярністю користувалися обходи «зіркарів» у Польщі (див. Різдво у Польщі ). Зазвичай у ритуалі chodzenia z gwiazdą брали участь 3—5 хлопчиків, які заздалегідь готували макет «зірки», використовуючи обід старого сита: вони обклеювали його кольоровим папером, прилаштовували навколо «промені» (від 5 до 16 і навіть до 24 гострих «ріжків»), іноді розміщених у два яруси), одягали на довгу ціпок, зміцнювали основу в нерухомій частині осі, а рукою обертали жердину з «зіркою» так, що вона поверталася в різні боки. У Польському Помор'ї носіння «зірки» було настільки типовим обрядом, що взагалі всіх ряжених та учасників святкових обходів, навіть якщо вони ходили колядувати без «зірки», називали gwiazdri, gwiazdory, gwiazdkarzy (пор. пол. gwiazdarz - зореслов, астролог  ). Там це були досить численні групи (від 6 до 16 осіб) молодих людей, як правило, ряжених.
Про звичай колядувати говорили: chodzić ро gwiazdówce . Ті, що носили «зірку», рядилися зазвичай « дідами »: одягали вивернений кожух, гострий ковпак, обличчя закривали маскою або мазали сажею, пристроювали довгу бороду з льону, ноги обкручували солом'яними джгутами. Їх супроводжували інші ряжені — «лелека», «коза», «ведмідь», «трубочистий» тощо. У поодиноких випадках «зірками» рядилися жінки, їх називали gwiazdkami (тобто «зірочками») або «piękne złociste panie» (Прекрасні золотисті панни). Кашуби чекали на відвідування «зіркарів» відразу після різдвяної вечері. Коли ватажок gwiazdki входив до будинку, господарі запитували його: «А звідки ж прибула ця зірка, чи здалеку?», на що той відповідав: «з неба» або «з місяця»  .
У деяких місцях із зіркою ходили під час Адвента . Так, у районах Вармії та Мазур з першого адвентного тижня групи молоді обходили із зіркою будинку, при цьому учасники лаялися дідом, бабою, козою, лелекою. У польському Помор'ї складалися групи до 10—12 масок — діда, сажотруса, ведмедя, кози, коня та ін. Найбільш популярною маскою кашубів був адвентний гороховий ведмідь — ряжений, закутаний у горохову солому. У Словенії щонеділі групи хлопців, прикрашені спеціальними адвентними вінками із укріпленими на них свічками, що горять, вишиковувалися в костелі перед вівтарем на час богослужіння. Потім ці адвентні юнаки ходили від будинку до будинку, виконуючи колядки - вітальні орації та постові пісні (див. Колядування ). Вважалося, що будинок, в який вони не зазирнули, чекає на нещастя та неблагополуччя. Господарі обдаровували їх спеціально випеченим адвентним хлібом. Стійкою була також традиція обходів ряжених, що зображували Люцію, Варвару, Миколи в дні цих святих  .

У деяких зонах різдвяні обходи ряжених із зіркою, з «козою», з «лелекою» тощо. п. починалися з Андрєєва дня ( Лужиця, Вармія, Мазури, Полісся ).

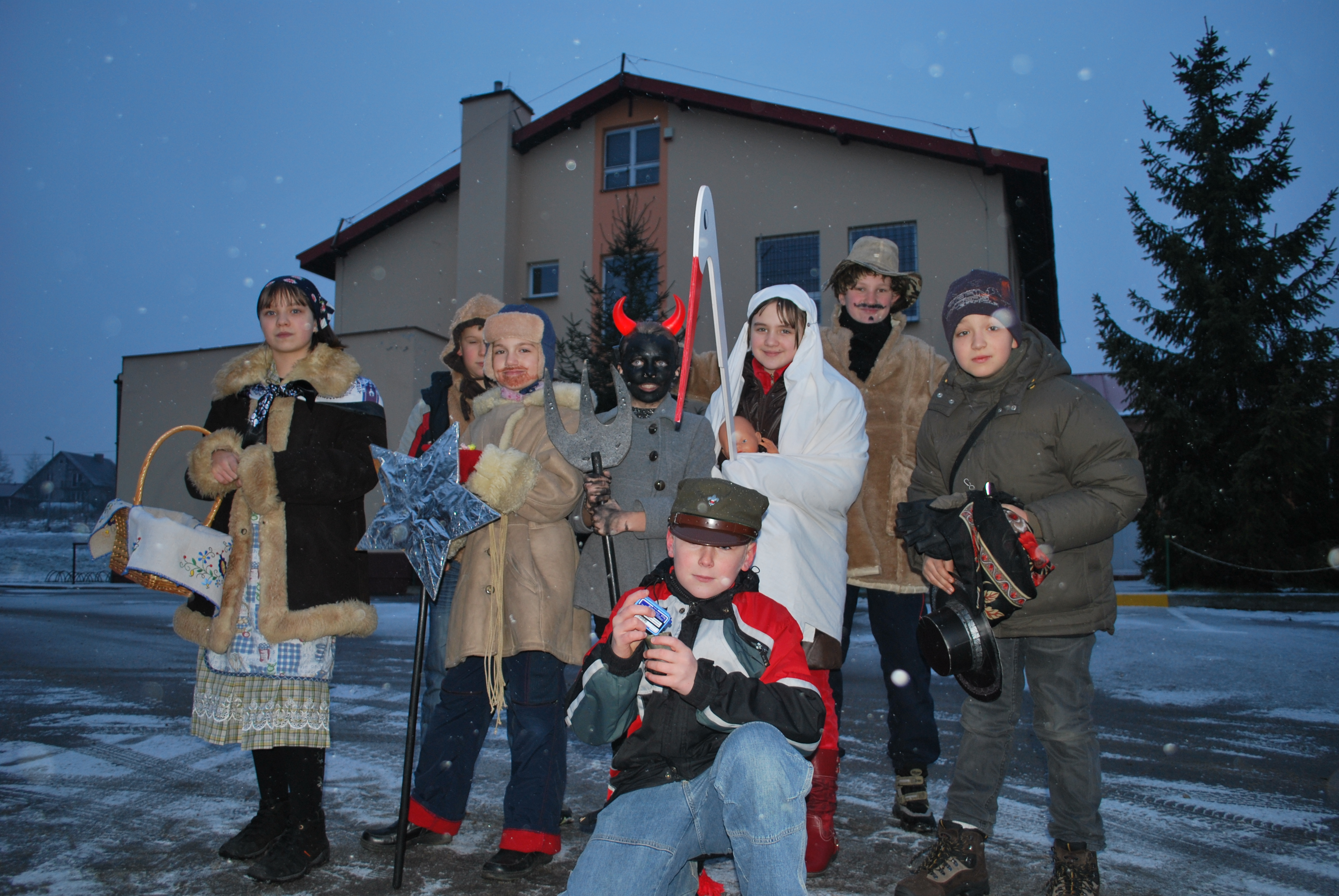
Кашубські колядники - зірки.
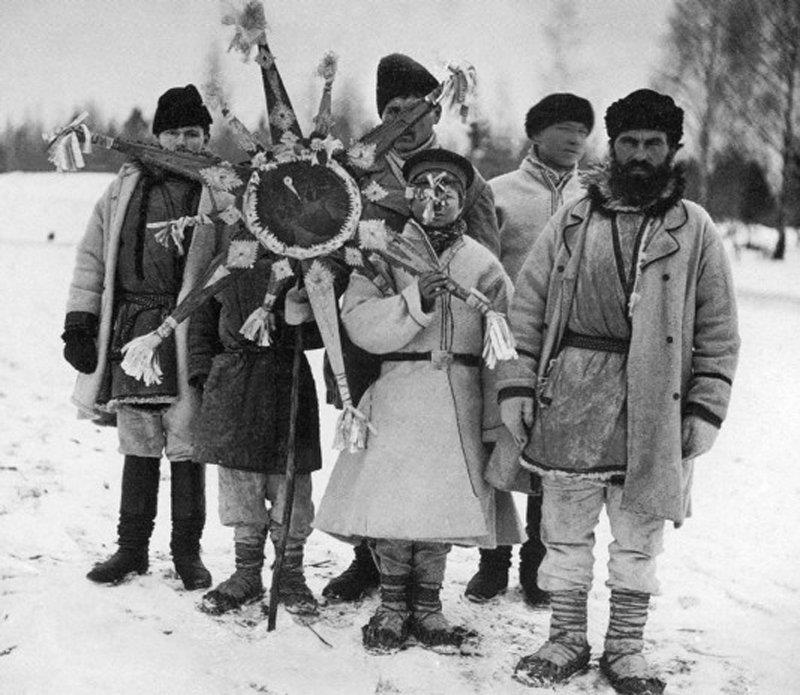
Колядники Могилівської губернії .
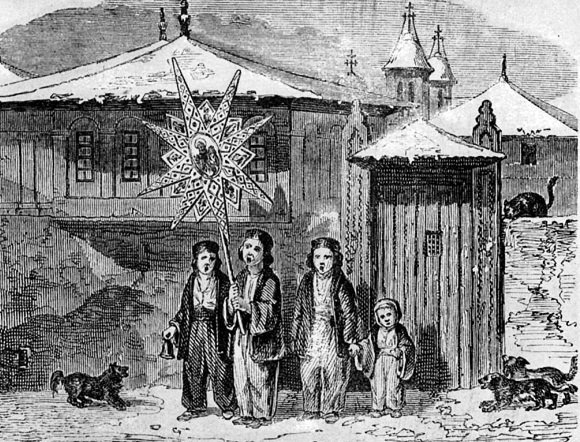
Зірка з іконою, Бухарест, 1842
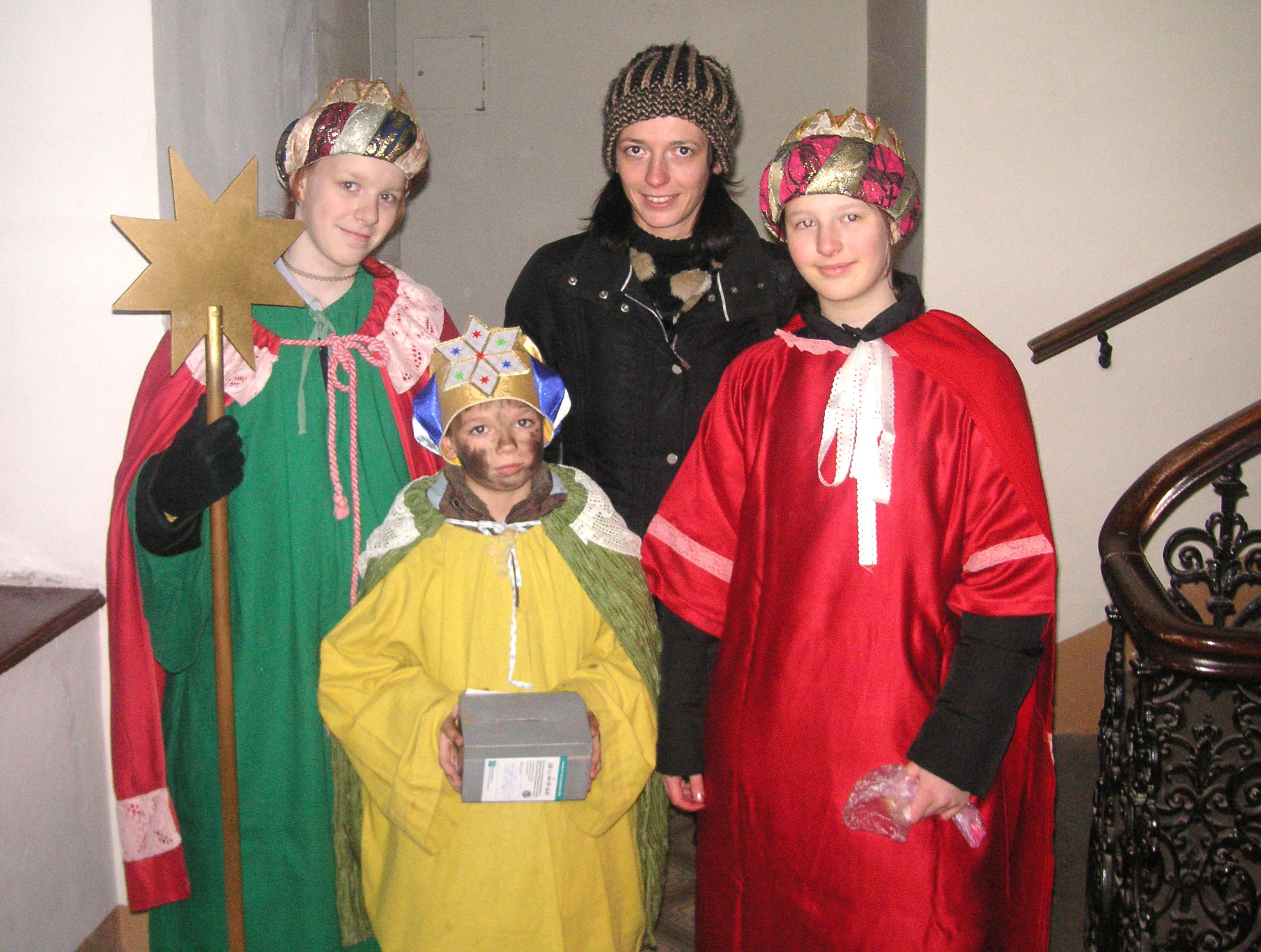
Зірки у Відні, Богоявлення, Австрія, 2008 р.
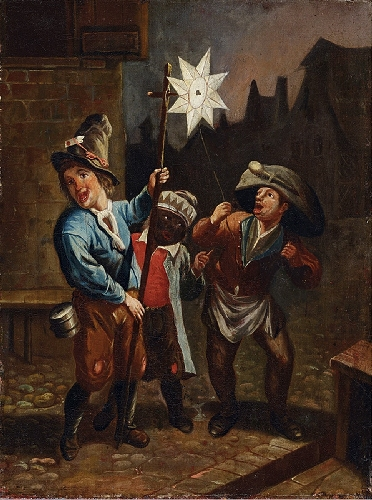
Німецькі « Три королі » .
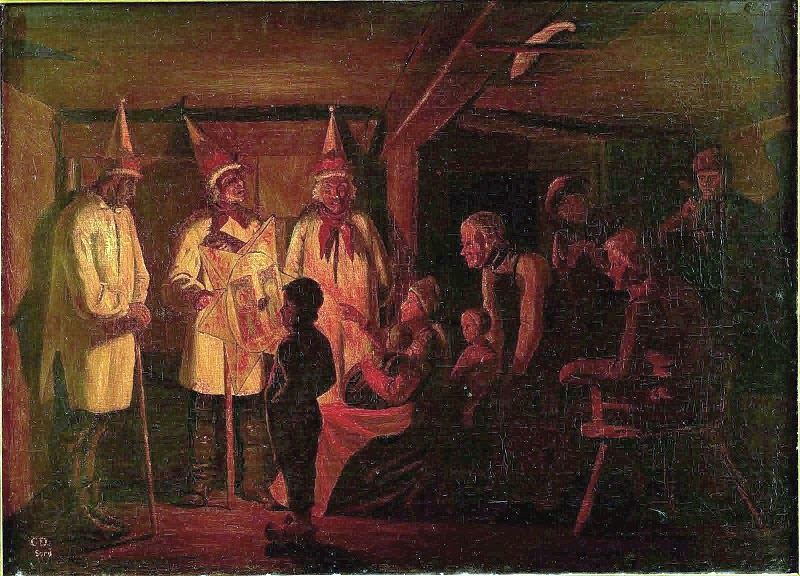
« Три волхви » .

## Фінські традиції

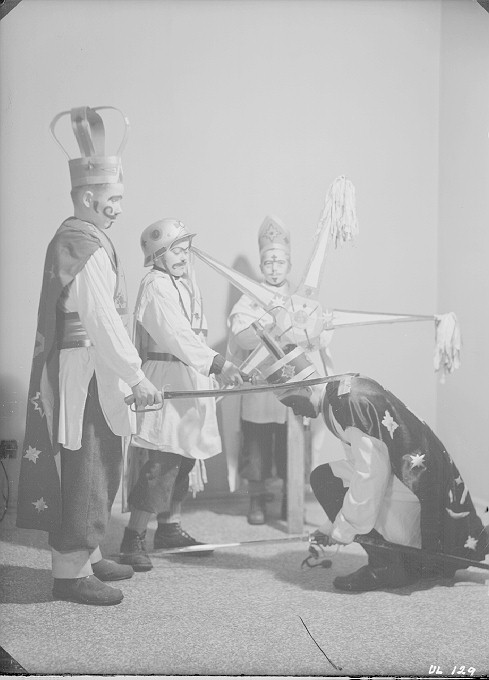
«Зірки» в Оулу (1946 р.)

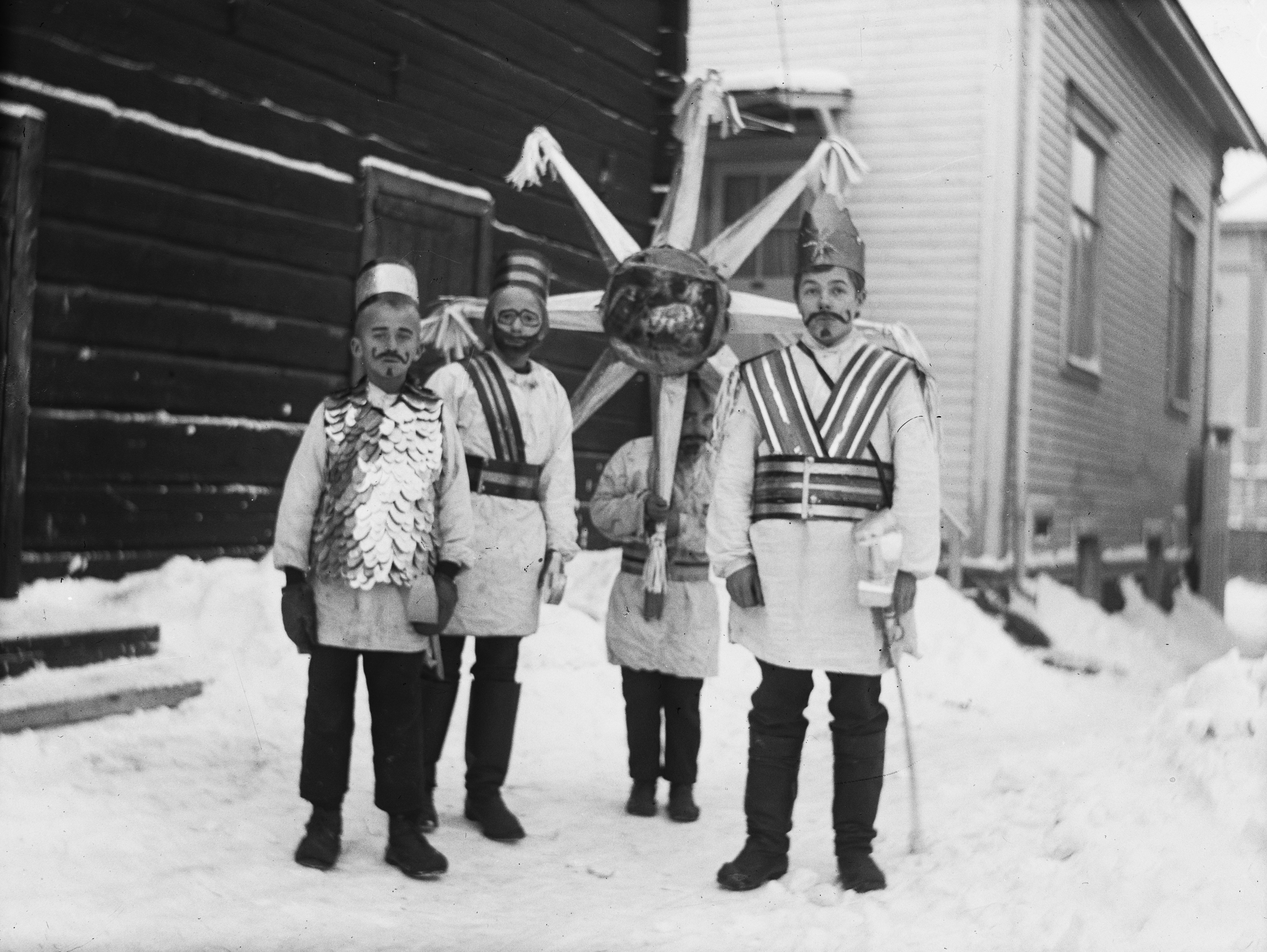
Група «зіркарів» в Оулу (1919)

Традиція різдвяних уявлень прийшла до Фінляндії зі Швеції та поступово охопила всю країну. У Південно-Західній та Південній Фінляндії учасників уявлень називають thähtipojat, у Хямі — tapanipojat, у Східній Фінляндії — säärnipojat, а в Північній Фінляндії — tiernapojat . Слова säärnä та tierna є спотвореними варіантами шведського слова stärnä «зірка». Tähtipojat і tiernapojat по суті справи є два історично розійшлися варіанти однієї п'єси.

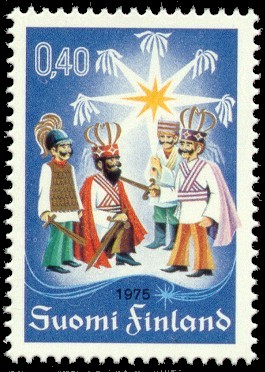
Фінляндська різдвяна поштова марка

## Історичні дані
Ставлення до традиційних і церковних обходів інколи було різним. Зустрічалися повір'я, що прихід до будинку «церковної коляди» не забезпечує прибутку у господарстві і навіть може зашкодити. У Словаччині одразу після відвідин ксьондза, який креслить крейдою знак хреста на дверях, господині поспішно витирали ці знаки, щоб кури починали мчати навесні якомога раніше. На Поліссі деякі господарі не пускали до себе колядників-христославів (які ходять із різдвяною зіркою), вважаючи, що там, куди вони прийшли, не вродить просо. Навпаки, ставлення колядування, організованим «за давнім звичаєм», було найпозитивнішим  .
Приуроченість колядування на час зимового сонцевороту, що збігся з найважливішою датою християнського календаря Різдва Христового, визначила особливу роль обряду в народному календарі. За західно-слов'янськими історичними даними, вже з XV століття церква докладала зусиль не лише заборонити бісівські колядні обходи, а й взяти їх під свій контроль, тобто надати колядування нового ідеологічного змісту. У чеських та польських церковних повчаннях XV-XVI ст. засуджується язичницький звичай колядувати в Різдвяний священик, коли прості люди натовпами ходять усю ніч і, наслідуючи голоси тварин, голосно кричать, себе та інших вводячи в гріх, і схвалюється новий церковний звичай. их пісень; часто зустрічаються також заклики до віруючих розрізняти гріховне та непристойне колядування (вдягання масок, галасливу поведінку) та благочестивий обхід по домівках священнослужителів, яких теж треба було обдаровувати, а не зачиняти перед ними двері. У польській літературі XVI століття з осудом описується народний звичай тягнеться всю ніч вулицями напередодні Різдва з гучними криками, водить із собою тури, носить вовчу шкуру, закидає камінням двері тих будинків, де господарі погано обдаровували колядників. Переслідування народних звичаїв святкового колядування, які називаються в церковних джерелах диявольською, сатанинською грою, тривало до XIX століття.